# Camellia tuberculata
Camellia tuberculata är en tvåhjärtbladig växtart som beskrevs av Chien. Camellia tuberculata ingår i släktet Camellia och familjen Theaceae. Utöver nominatformen finns också underarten C. t. atuberculata.